# Kobylice
Pour l’article homonyme, voir Kobylice (Basse-Silésie).
Kobylice (en allemand : Kobilitz) est une commune du district de Hradec Králové, dans la région de Hradec Králové, en République tchèque. Sa population s'élevait à 268 habitants en 2022.

## Géographie
Kobylice se trouve à 4 km à l'ouest-nord-ouest de Nechanice, à 18 km à l'ouest-nord-ouest de Hradec Králové et à 85 km à l'est-nord-est de Prague.
La commune est limitée par Králíky au nord-ouest, par Lodín au nord-est, Nechanice à l'est, par Zdechovice au sud, et par Prasek à l'ouest.

## Histoire
La première mention écrite de la localité date de 1086.

## Galerie

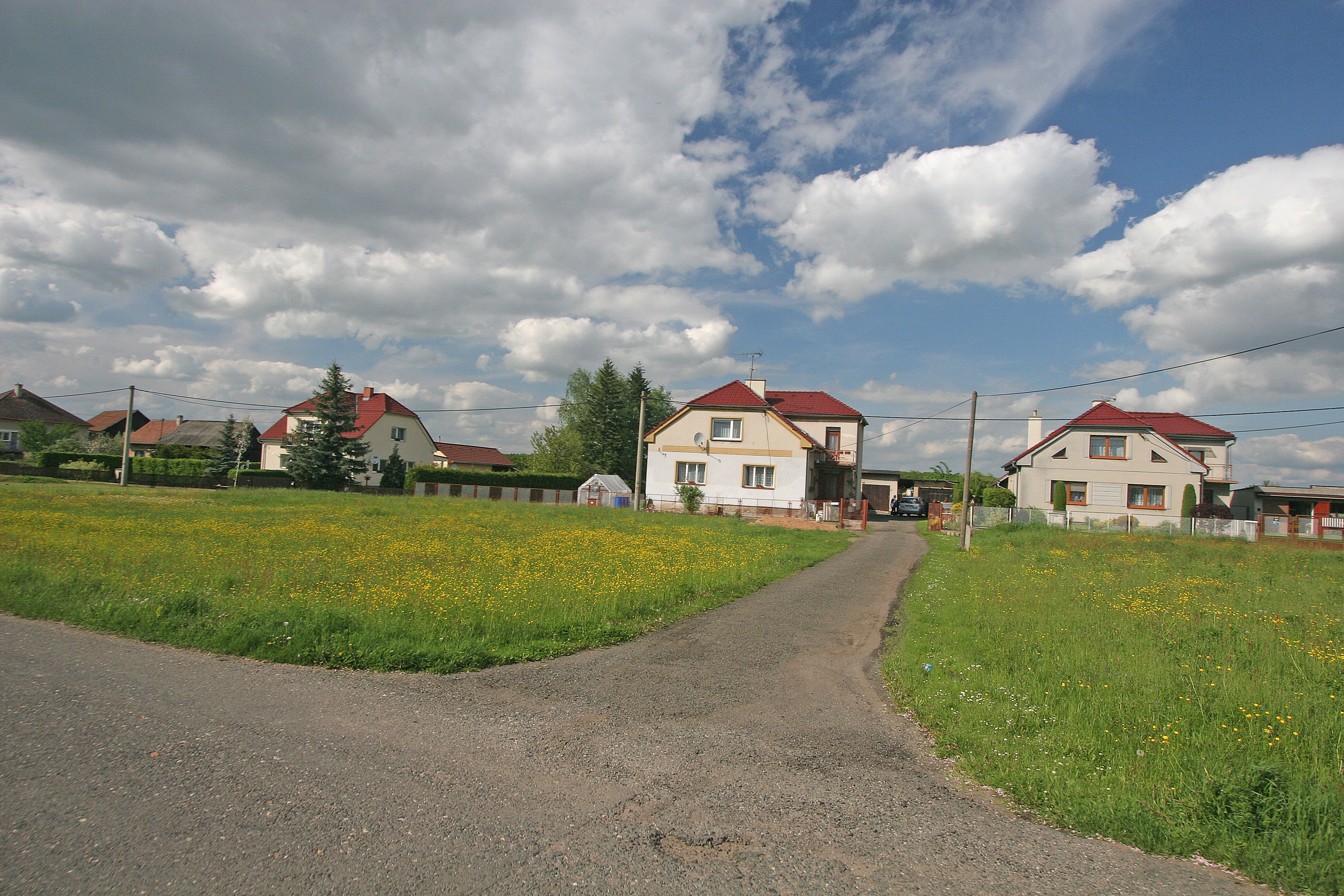
Maisons à Kobylice.
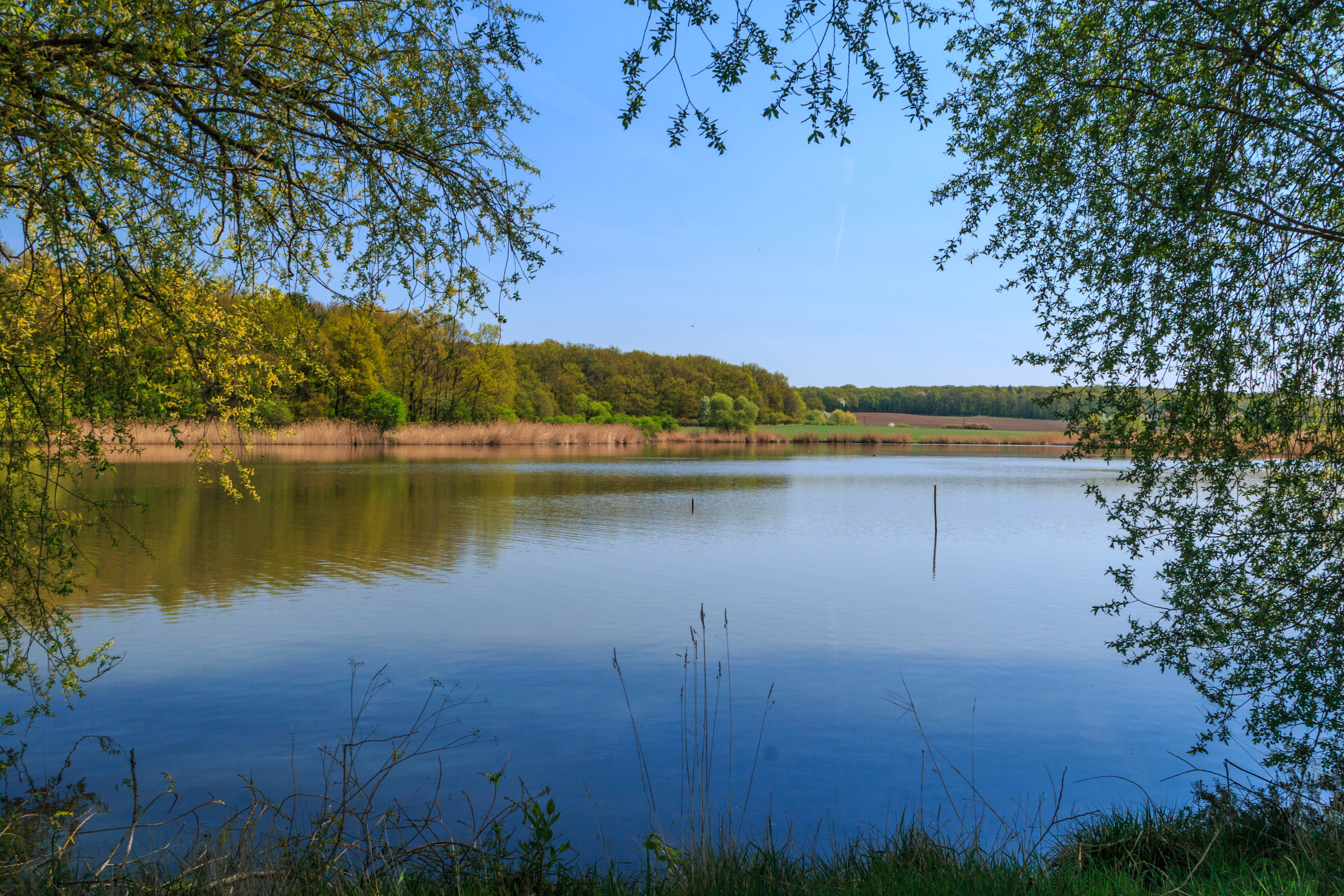
Étang à Opatov.

## Transports
Par la route, Kobylice se trouve à 7,5 km de Nový Bydžov, à 22 km de Hradec Králové et à 104 km de Prague. 